# Karl Wilhelm von Schrötter

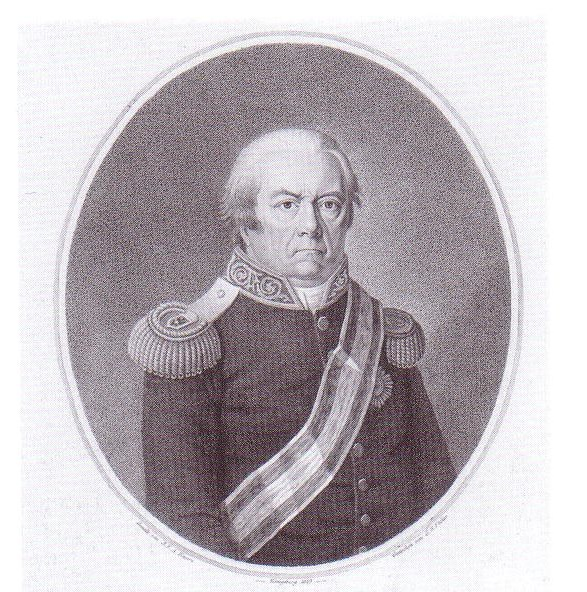
Karl Wilhelm von Schrötter

Karl Wilhelm von Schrötter (* 9. April 1748 auf Gut Wohnsdorf bei Friedland in Ostpreußen; † 2. Dezember 1819 in Königsberg i. Pr.) war ein deutscher Justizminister in Preußen.

## Herkunft
Seine Eltern waren Friedrich Wilhelm von Schrötter (* 24. März 1712; † 21. August 1790) und dessen Ehefrau Helene Barbara von der Groeben (* 1711; † 24. November 1773) aus dem Haus Bäslack. Sein 5 Jahre älterer Bruder war der spätere preußische Reformer Friedrich Leopold von Schrötter.

## Leben
Er trat nach dem Jurastudium in Königsberg in den preußischen Staatsdienst ein und wirkte seit 1784 als Präsident des Landesjustizkollegiums in Marienwerder. Von 1789 bis 1794 war Schrötter am Kammergericht in Berlin, von 1807 bis 1809 war er preußischer Justizminister und danach Präsident des Oberlandesgerichts Königsberg. 1803 wurde ihm die Würde Kanzler in Preußen verliehen. Friedrich Wilhelm III. (Preußen) berief ihn 1807 in die Kombinierte Immediatkommission.
Er heiratete in 1. Ehe  Carolina Amalia Juliana von Rothe († 10. Juli 1787) und in 2. Ehe Marie Charlotte zu Dohna-Lauck (* 1. November 1757; † 16. Oktober 1797). Aus dieser Ehe stammt Tochter Eleonore (*08.10.1797; † 23.07.1798). Karl Wilhelms Sohn Ferdinand (1785–1863) war verheiratet mit Elisabeth Wedeke (* 1. September 1789; † 19. Februar 1849). Deren Sohn Eduard (1822–1883) war verheiratet mit Hedwig von Platen (1835–1907). Dieses letztgenannte Paar lieferte Fontane den Stoff für Effi Briest. Aus Karl Wilhelms dritter, nach 1797 geschlossener Ehe mit Katharine Sophie Albertine Caroline Reichsgräfin und Burggräfin zu Dohna-Schlobitten, (* 18. Februar 1770; † 14. April 1864) ging Wilhelm von Schrötter hervor. Er wurde preußischer Landrat und Mitglied der Frankfurter Nationalversammlung.